# Реал Сосьедад
«Реа́л Сосьеда́д» (баск. Reala Sociedad, исп. Real Sociedad de Fútbol (произношение: [reˈal soθjeˈðað]) — «Королевское футбольное общество») — испанский профессиональный футбольный клуб из Сан-Себастьяна (Страна Басков), выступающий в Ла Лиге, один из основателей этой лиги в 1928 году. Домашние матчи проводит на стадионе «Аноэта». Двукратный чемпион Испании (1980/81 и 1981/82), трёхкратный обладатель Кубка Испании (1909, 1986/87 и 2019/20).

## История
Футбол в Сан-Себастьяне зародился в 1900-е годы благодаря студентам и рабочим, вернувшимся из Великобритании. В 1904 году ими был основан Сан-Себастьянский клуб, в 1905 году принявший участие в Кубке короля. В мае того же года футбольный клуб стал обособленной частью спортивной организации. В 1909 году он подал заявку на участие в Кубке короля, однако из-за сложностей с регистрацией выступал как клуб по велоспорту. В финале команда нанесла поражение мадридскому «Эспаньолу» со счётом 3-1. 7 сентября был образован непосредственно футбольный клуб. В 1910 году испанские команды принимали участие в двух параллельных соревнованиях, и в Кубке союза испанских клубов команда выступала под названием «Васкония». В том же году Альфонсо XIII, у которого в Сан-Себастьяне находилась летняя резиденция, взял под патронаж клуб, приобретший своё нынешнее название.
«Реал Сосьедад» был одним из клубов-основателей Ла Лиги в 1928 году. В первом сезоне команда финишировала четвёртой, а Пако Бьенсобас стал лучшим бомбардиром. В связи с приходом Второй Республики клуб был переименован в «Доностию», но после Гражданской войны в 1939 году вернул себе прежнее название. В 1940-е годы команда семь раз покидала Примеру и возвращалась обратно. Тогда за «Реал Сосьедад» выступал известный скульптор и вратарь Эдуардо Чильида, завершивший карьеру из-за травмы.
В сезоне 1979/80 команда финишировала второй, отстав от «Реала» на один балл и на 13 очков опередив хихонский «Спортинг». Год спустя «Реал Сосьедад» впервые стал чемпионом страны, опередив мадридцев по дополнительным показателям. В Кубке европейских чемпионов команда уступила в первом раунде софийскому ЦСКА, проиграв в гостях 0-1, а дома сыграв вничью 0-0.
В следующем сезоне клуб защитил титул. Нападающий Хесус Мария Сатрустеги забил 17 мячей. На следующий год лучшим бомбардиром команды был Педро Уральде (14 голов). В сезоне 1982/83 «Реал Сосьедад» дошёл до полуфинала Кубка европейских чемпионов, победив «Викингур», «Селтик» и лиссабонский «Спортинг», где уступил будущему победителю «Гамбургу» с общим счётом 3-2. Так клуб стал обладателем Суперкубка Испании.
11 марта 1987 года «Реал Сосьедад» установил рекорд по количеству забитых мячей в четвертьфинале Кубка Испании: команда победила «Мальорку» со счётом 10-1. В полуфинале был побеждён «Атлетик». 27 июня «Реал Сосьедад» стал обладателем первого в своей истории Кубка короля. Основное время матча с «Атлетико» завершилось вничью 2-2, но в серии пенальти сильнее оказались баски — 4-2. Матч проходил на «Ла Ромареде» в Сарагосе. В следующем розыгрыше Кубка «Реал Сосьедад» уступил в финале «Барселоне», но в течение турнира вновь победил «Атлетико» и «Реал». В сезоне 1987/88 команда заняла второе место.
Многие годы баскские клубы — «Реал Сосьедад» и «Атлетик» — подписывали только басков. Эта традиция прервалась в 1989 году, когда «Сосьедад» приобрёл ирландца Джона Олдриджа у «Ливерпуля». Он стал лучшим бомбардиром клуба в первом же сезоне. Команда финишировала пятой. Год спустя в «Реал Сосьедад» перешёл англичанин Дэлиан Аткинсон из «Шеффилд Уэнсдей», ставший, кроме того, первым темнокожим футболистом в истории клуба. После окончания сезона они оба покинули Испанию. Олдридж уехал в «Транмир Роверс», Аткинсон — в «Астон Виллу».
В сезоне 1997/98 команда стала третьей, впервые с 1988 года завоевав медали. До серебра им не хватило двух очков. На острие атаки блистал югославский нападающий Дарко Ковачевич, ставший автором 17 голов. В Кубке УЕФА 1998/99 «Реал Сосьедад» победил пражскую «Спарту» и московское «Динамо», но уступил «Атлетико».
После трёх сезонов, в которых команда неизменно становилась 13-й, в Примере 2002/03 клуб вновь стал вторым, опередив «Депортиво», под руководством Рейнальда Денуэкса. К Ковачевичу в атаке присоединился Нихат Кахведжи, и они заняли третье и четвёртое места в списке лучших бомбардиров чемпионата. В команде также появились голландский голкипер Сандер Вестерфельд и полузащитник Хаби Алонсо. Алонсо стал лучшим игроком лиги, Кахведжи — лучшим нападающим, Денуэкс — лучшим тренером.
В Лиге чемпионов 2003/04 «Реал Сосьедад» попал в группу D с «Ювентусом», «Галатасараем» и «Олимпиакосом». Команда одержала две победы при трёх ничьих и одном поражении, чего оказалось достаточно для второго места и выхода в плей-офф. Уступив «Лиону» 0-1 в обоих матчах, «Реал Сосьедад» покинул еврокубки.
В следующем сезоне клуб опустился на 15-е место в чемпионате. От зоны вылета его отделило всего пять очков.
В сезоне 2006/07 клуб занял 19-е — предпоследнее — место в Примере и выбыл в Сегунду. Ждать возвращения пришлось три года: в сезоне 2009/10 «Реал Сосьедад» выиграл чемпионат Сегунды и вернулся в элитный дивизион. В сезоне 2011/12 «Реал Сосьедад» занял 12-е место из 20. В сезоне 2012/13 команда заняла четвёртую строчку после победы над «Депортиво» и поражения «Валенсии» от «Севильи» в последнем туре чемпионата. После этого удачного для команды сезона главный тренер Филипп Монтанье покинул команду и ушёл во французский «Ренн». В сезоне 2013/14 клуб тренировал Ягоба Аррасате и помог клубу занять 6-е место и сыграть на следующий год в Лиге Европы.
С 10 ноября 2014 года по 9 ноября 2015 года с клубом работал Дэвид Мойес. Его сменил Эусебио Сакристан.
5 октября 2016 года из официального аккаунта команды в «Твиттере» стало известно, что футбольной клуб планирует открыть киберспортивное подразделение.
В сезоне 2019/2020 Реал Сосьедад во главе с главным тренером Иманолем Альгуасилем завоевал Кубок Испании. На пути к финалу команда прошла «Бекерил» (8:0 в гостях), «Сеуту» (4:0 в гостях), «Эспаньол» (2:0 дома), «Осасуну» (3:1 дома), «Реал Мадрид» (4:3 в гостях) и «Мирандес» (2:1 дома, 1:0 в гостях). В финале соперником «Сосьедада» стал другой баскский клуб — «Атлетик Бильбао». Принципиальные соперники впервые встречались в финале национального кубка, при этом баскские клубы не встречались друг с другом в финале с 1927 года. Проведение финала было отложено из-за пандемии коронавируса, так как клубы не хотели проводить значимый матч без зрителей. Матч был перенесён с 18 апреля 2020 года на 3 апреля 2021 года, но всё же был сыгран без зрителей. «Реал Сосьедад» одолел «Атлетик» со счётом 1:0.

## Дерби и ультрас
У клуба «Реал Сосьедад» есть три главных дерби, это матчи с клубом «Атлетик Бильбао» (это противостояние называется Баскское дерби). Второе и третье дерби с клубами «Осасуна» и «Сельта». Также принципиальными соперниками являются: «Реал Вальядолид», «Реал Овьедо», «Расинг Сантандер».
Ультрас-группа «Реал Сосьедада» — «Mujika Taldea». Врагами считаются фанаты клубов: «Атлетико Мадрид», «Реал Мадрид», «Реал Сарагоса», «Спортинг Хихон».

## Достижения
- Чемпионат Испании
  - Чемпион (2): 1980/81, 1981/82
  - Вице-чемпион (3): 1979/80, 1987/88, 2002/03
- Кубок Испании
  - Обладатель (3): 1909, 1986/87, 2019/20
  - Финалист (5): 1910, 1913, 1928, 1951, 1987/88
- Суперкубок Испании
  - Обладатель: 1982
- Сегунда
  - Победитель (3): 1948/49, 1966/67, 2009/10
- Региональный Чемпионат / Трофей Манкомунадо
  - Вице-чемпион: 1935/36

## Сезоны по дивизионам
- Примера — 68 сезонов
- Сегунда — 16 сезонов

## Лучшие бомбардиры команды в высшем дивизионе
Данные перед началом сезона 2024/25
| №  | Игрок                                      | Г   | М   |
| -- | ------------------------------------------ | --- | --- |
| 1  | Хесус Мария Сатрустеги Аспирос (1973—1986) | 133 | 297 |
| 2  | Роберто Лопес Уфарте (1975—1987)           | 101 | 363 |
| 3  | / Дарко Ковачевич (1996—1999, 2001—2007)   | 92  | 261 |
| 4  | Микель Оярсабаль (2015—н. в.)              | 76  | 283 |
| 5  | Мехо Кодро (1991—1995)                     | 73  | 129 |
| 6  | Хосе Мария Бакеро (1980—1988)              | 67  | 223 |
| 7  | Карлос Вела (2011—2017)                    | 66  | 219 |
| 8  | Хесус Мария Ансорена (1974—1989)           | 63  | 455 |
| 9  | Педро Уральде (1979—1986)                  | 61  | 181 |
| 10 | Сильвестре Игоа (1950—1956)                | 60  | 116 |

## Текущий состав
| 1  | Флаг Испании   | Вр  | Алекс Ремиро                  | 1995 |  |  |  |  |  |
| 13 | Флаг Испании   | Вр  | Унаи Марреро                  | 2001 |  |  |  |  |  |
|    |                |     |                               |      |  |  |  |  |  |
| 2  | Флаг Испании   | Защ | Альваро Одриосола             | 1995 |  |  |  |  |  |
| 3  | Флаг Испании   | Защ | Айен Муньос                   | 1997 |  |  |  |  |  |
| 5  | Флаг Испании   | Защ | Игор Субельдия                | 1997 |  |  |  |  |  |
| 6  | Флаг Испании   | Защ | Ариц Элустондо (вице-капитан) | 1994 |  |  |  |  |  |
| 12 | Флаг Испании   | Защ | Хави Лопес                    | 2002 |  |  |  |  |  |
| 18 | Флаг Мали      | Защ | Амари Траоре                  | 1992 |  |  |  |  |  |
| 20 | Флаг Испании   | Защ | Хон Пачеко                    | 2001 |  |  |  |  |  |
| 21 | Флаг Марокко   | Защ | Найеф Агер                    | 1996 |  |  |  |  |  |
| 27 | Флаг Венесуэлы | Защ | Хон Арамбуру                  | 2002 |  |  |  |  |  |
|    |                |     |                               |      |  |  |  |  |  |
| 4  | Флаг Испании   | ПЗ  | Мартин Субименди              | 1999 |  |  |  |  |  |
| 15 | Флаг Испании   | ПЗ  | Урко Гонсалес де Сарате       | 2001 |  |  |  |  |  |
| 16 | Флаг Испании   | ПЗ  | Хон Оласагасти                | 2000 |  |  |  |  |  |

| 21 | Флаг России   | ПЗ  | Арсен Захарян              | 2003 |  |  |  |  |  |
| 22 | Флаг Испании  | ПЗ  | Беньят Туррьентес          | 2002 |  |  |  |  |  |
| 23 | Флаг Испании  | ПЗ  | Браис Мендес               | 1997 |  |  |  |  |  |
| 24 | Флаг Хорватии | ПЗ  | Лука Сучич                 | 2002 |  |  |  |  |  |
| 28 | Флаг Испании  | ПЗ  | Пабло Марин                | 2003 |  |  |  |  |  |
|    |               |     |                            |      |  |  |  |  |  |
| 7  | Флаг Испании  | Нап | Андер Барренечеа           | 2001 |  |  |  |  |  |
| 9  | Флаг Исландии | Нап | Орри Оускарссон            | 2004 |  |  |  |  |  |
| 10 | Флаг Испании  | Нап | Микель Оярсабаль (капитан) | 1997 |  |  |  |  |  |
| 11 | Флаг Суринама | Нап | Шералдо Беккер             | 1995 |  |  |  |  |  |
| 14 | Флаг Японии   | Нап | Такэфуса Кубо              | 2001 |  |  |  |  |  |
| 17 | Флаг Испании  | Нап | Серхио Гомес               | 2000 |  |  |  |  |  |
| 19 | Флаг Нигерии  | Нап | Умар Садик                 | 1997 |  |  |  |  |  |
| 25 | Флаг Испании  | Нап | Хон Магунаселайя           | 2001 |  |  |  |  |  |

### Игроки в аренде
| № |              | Поз. | Имя            | Год рождения |
| - | ------------ | ---- | -------------- | ------------ |
| — | Флаг Испании | Защ  | Алекс Сола     | 1999         |
| — | Флаг Испании | Защ  | Диего Рико     | 1993         |
| — | Флаг США     | Защ  | Джонатан Гомес | 2003         |

| № |              | Поз. | Имя             | Год рождения |
| - | ------------ | ---- | --------------- | ------------ |
| — | Флаг Испании | ПЗ   | Роберт Наварро  | 2002         |
| — | Флаг Испании | ПЗ   | Роберто Лопес   | 2000         |
| — | Флаг Испании | Нап  | Хон Каррикабуру | 2002         |

## Форма

### Домашняя
| 2010/11 | 2011/12 | 2012/13 | 2013/14 | 2014/15 | 2015/16 | 2016/17 | 2017/18 | 2018/19 | 2019/20 | 2020/21 |
| 2021/22 | 2022/23 | 2023/24 | 2024/25 | 2025/26 |         |         |         |         |         |         |

### Гостевая
| 2010/11 | 2011/12 | 2012/13 | 2013/14 | 2014/15 | 2015/16 | 2016/17 | 2017/18 | 2018/19 | 2019/20 | 2020/21 |
| 2021/22 | 2022/23 | 2023/24 | 2024/25 | 2025/26 |         |         |         |         |         |         |

### Резервная
| 2023/24 |

#### Специальные
| 2019/20 | 2020/21 | 2024/25 |

Источники:,